# Hydrolycus scomberoides
Hydrolycus scomberoides (Cuvier, 1819), conosciuto anche come payara, è un pesce osseo appartenente alla famiglia Cynodontidae. È stato il primo delle quattro specie ad essere ascritto al genere Hydrolycus.

## Descrizione
La caratteristica più evidente di questa specie sono le lunghe zanne sporgenti dalla mandibola. Questi denti possono essere lunghi da 10 a 15 cm e trovano alloggio in una tasca nel cranio.
Può raggiungere i 117 cm di lunghezza e i 17,8 kg di peso.

## Distribuzione e habitat
Questa specie è endemica del bacino dell'Amazzonia dove il fiume Tapajós appare ai limiti orientali del suo areale.
Popola i fiumi tropicali che scorrono nella regione amazzonica.

## Biologia
Predatore, si ciba di piccoli pesci che vengono catturati con le lunghe zanne e poi divorati.